# Jeging
Jeging è un comune austriaco di 693 abitanti nel distretto di Braunau am Inn, in Alta Austria.